# 5536 Honeycutt
5536 Honeycutt este o planetă minoră (asteroid) din centura de asteroizi. A fost descoperită pe 23 august 1955 la Observatorul Goethe Link⁠(d) de Indiana Asteroid Program⁠(d) și a fost numită după Kent Honeycutt⁠(d). 
Obiectul prezintă o orbită caracterizată de o semiaxă mare de 2,2489638 UAi, o excentricitate de 0,09, o înclinație de 6,77777 ° în raport cu ecliptica.